# Steaua Laurei
Steaua Laurei (germană Lauras Stern) este un film de desene animate german din 2004, produs și regizat de  Thilo Rothkirch. Este bazat pe cartea pentru copii Lauras Stern de Klaus Baumgart. A fost distribuit de Warner Bros.

## Scenariu
Laura este o fată de la țară, care de-abia s-a mutat cu familia sa într-un oraș mare. Ea a găsit o stea rănită într-un parc și a descoperit până la urmă că aceasta este vie. Luând-o acasă (pentru a-i reatașa piciorul cu un bandaj), ea și fratele ei mai mic Tommy, descoperă că micuța stea care are puteri speciale și poate face lucruri deosebite, cum ar fi să ajute oamenii să zboare și să dea viață obiectelor. Dar pe măsură ce timpul trecea, steaua pălea (se decolora și puterile i se stingeau), iar Max și-a dorit să trimită steaua în spațiu.